# Ralph Sauer
Ralph Sauer (* 30. Oktober 1928 in Hamburg) ist ein deutscher Pfarrer i. R. und emeritierter Professor für praktische Theologie/Religionspädagogik der katholischen Theologie.

## Leben
Ralph Sauer absolvierte nach dem Abitur ein Studium der Geschichte, Germanistik, Philosophie und Theologie. 1957 erfolgte seine Priesterweihe. Ab 1969 bis 1997 war er Professor an der Hochschule Vechta. Es folgte 1997 seine Emeritierung. Seit jeher beschäftigt sich Sauer hauptsächlich mit Themen der Religionspädagogik, vor allem dem der Gottesfrage. Zu seinen Publikationen zählen zahlreiche Bücher und Artikel.
2011 unterzeichnete Sauer das Memorandum Kirche 2011: Ein notwendiger Aufbruch.

## Werke (Auswahl)
- Kinder fragen nach dem Leid. Hilfen für das Gespräch. Freiburg im Breisgau 1986.
- Ökumene im Religionsunterricht. Glauben lernen im evangelisch-katholischen Dialog. Gütersloh 1994.
- Die Kunst, Gott zu feiern. Liturgie wiederentdecken und einüben. München 1996.
- Wo bist du, Gott? Wege der persönlichen Gotteserfahrung. Kevelaer 2002.
- Neue Glaubenswege erschließen. Gesammelte Beiträge zur religionspädagogischen Diskussion. Münster 2004.
- Der fern-nahe Gott. Predigten zu den dunklen Seiten Gottes. Stuttgart 2007.